# Hornillos de Eresma
Hornillos de Eresma è un comune spagnolo di 186 abitanti situato nella comunità autonoma di Castiglia e León.